# Pierre Ango
Pierre Ango (abril de 1640, Ruan – 18 de octubre de 1694, La Flèche) fue un jesuita francés teólogo, matemático y físico, conocido sobre todo por sus escritos sobre óptica.

## Vida
Fue profesor de matemáticas (1666-1668, 1678- 1685) en el colegio de La Flèche y, después, su rector (1686-1687). Ha pasado a la historia por obras basadas en dos manuscritos de Ignace-Gaston Pardies. Su libro (1679) sobre fortificaciones es probablemente en su mayor parte un trabajo propio; pero el publicado (1682) sobre óptica, donde expone la teoría de Pardies acerca de las ondas y, en particular, de las ondas de la luz, se apoya explicitamente en un manuscrito de Pardies. Christiaan Huygens, que había leído el manuscrito original, afirmó que la edición de Ango había desenfocado el trabajo de Pardies y que habría sido mejor publicar el manuscrito tal como estaba.

## Obras
- Pratique générale des fortifications. París. 1679.
- L'Optique divisée en trois livres. París: Michallet. 1682.